# 性病態心理學
《性病態心理學》（拉丁語：Psychopathia Sexualis），又名《性的情感心理》，是一部2006年的美國劇情片，由布瑞·伍德編劇兼導演。這部電影的主幹是基於理查德·冯·克拉夫特-埃宾對性偏離的研究，他的研究成果《性精神病態》於1886年發表。在本片中由泰德·曼森出演理察·克拉夫特·埃賓。此片於亞特蘭大市攝製完成。

## 影片概要
電影以書籍章節的形式，將幾個不同的故事串連在一起，講述了夢幻般的世紀之交的性變態行為。編劇和導演將性壓抑、催眠術、施虐狂、受虐狂和同性戀的故事交織在一起。他創造了一個駭人的景象：一個時代中，醫學試圖歸類人、治癒人，或者消除那些拒絕遵守性常態的人。
《紐約時報》描述《性病態心理學》是「困在維多利亞時代禮節之籠中的古怪素材」。

## 登場角色
- 泰德·曼森（英语：Ted Manson） 飾 理察·克拉夫特·埃賓（英语：Richard von Krafft-Ebing）
- 克莉絲蒂·凱茜 飾 血液性愛（英语：Clinical vampirism）女
- 大衛·韋柏 飾 血液性愛男
- 柔伊·庫珀 飾 牧羊女
- 派屈克·帕克 飾 埃米爾·佛奎
- 丹尼爾·湯瑪士·梅 飾 J.H.
- 派翠西亞·法蘭琪 飾 安東妮
- 丹尼爾·佩德洛 飾 澤維爾

## 外部連結
- 互联网电影数据库（IMDb）上《性病態心理學》的资料（英文）
- AllMovie上《性病態心理學》的资料（英文）
- Box Office Mojo上《性病態心理學》的資料（英文）
- 爛番茄上《性病態心理學》的資料（英文）
- Metacritic上《性病態心理學》的資料（英文）
- Kino Lorber上《性病態心理學 （页面存档备份，存于）》的頁面 （英文）